# Пуцњава у Казању 2021.
Дана 11. мај 2021. године око 10 часова догодила се пуцњава у школи у главном граду Републике Татарстан, Казању, у којој је девет особа изгубило живот, а 32 су повређене. Tинејџер који је отворио ватру је ухапшен.

## Осумњичени
Илњаз Галијавијев, нападач који је отворио ватру, због лошег владања избачен је с колеџа и сматра се да је пуцњава била вид освете школи.

## Последице
Дан 12. мај проглашен је даном жалости.